# Guerau de Queralt i de Perellós
Guerau de Queralt i Perellós (1385-86 - 1471) va ser baró de Santa Coloma, fill de Pere de Queralt i Clemença de Perellós.
Possiblement, assumeix la baronia de Santa Coloma el 1420. Aquest any mor Clemença (entre el 9 de gener i el 26 de febrer) i el seu germà Gaspar (entre març i setembre); ⁣ aquest últim, ostentava la baronia des de 1407. El primer document conegut en el qual Guerau consta com a baró data de 1422.
Es casa amb Francesca (Clemença?) de Perellós, i en segones núpcies, amb Isabel d’Orcau i de Castellbisbal (1441).
La relació amb les autoritats colomines va ser bona. El 1434 redueix el delme a la desena part estricta; el 1452, concedeix a la Universitat de Santa Coloma de Queralt la facultat de triar sis jurats de cada braç; dos anys més tard, concedeix nous privilegis a la Universitat: la jurisdicció sobre els mostassafs, i la capacitat de taxar el preu de la carn (1454).
En l'esfera nacional, el 1461 participa de les gestions de la Diputació del General per alliberar Carles de Viana. Un dels seus fills, fra Pere, era confessor del príncep; com ell, va morir a finals de 1461.
Durant la guerra civil catalana, Guerau s'alinea amb les institucions catalanes, fet que provoca que perdi la jurisdicció de la baronia de Santa Coloma en benefici del seu fill Dalmau. Guerau testa el 22 de maig de 1471 i mor el mateix any.